# Guns n Roses (album)
Guns n Roses è il secondo album in studio del cantante serbo Voyage, pubblicato il 14 giugno 2024 dalla IDJTunes.

## Tracce
Testi di Mihajlo Veruović, musiche di Dalmo.
1. Beograd – 2:24
2. Muškarčina (con Ceca) – 3:09
3. Balkan 2 – 2:58
4. Polizia – 1:37
5. Los primer – 2:17
6. Takvi kao ti – 2:21
7. Da li bi – 2:10
8. Bekrija (con Marko Gačić) – 2:50
9. Rizik – 2:28
10. Januar i Jun – 2:14
11. Prada – 1:50
12. Reference – 1:50
13. Zamka (con Snik) – 2:13

## Formazione
- Voyage – voce
- Ceca – voce (traccia 2)
- Marko Gačić – voce (traccia 8)
- Zamka – voce (traccia 13)
- Dalmo – produzione

## Classifiche
| Classifica (2024) | Posizione massima |
| ----------------- | ----------------- |
| Austria           | 10                |
| Svizzera          | 22                |